# Моті (тактика)

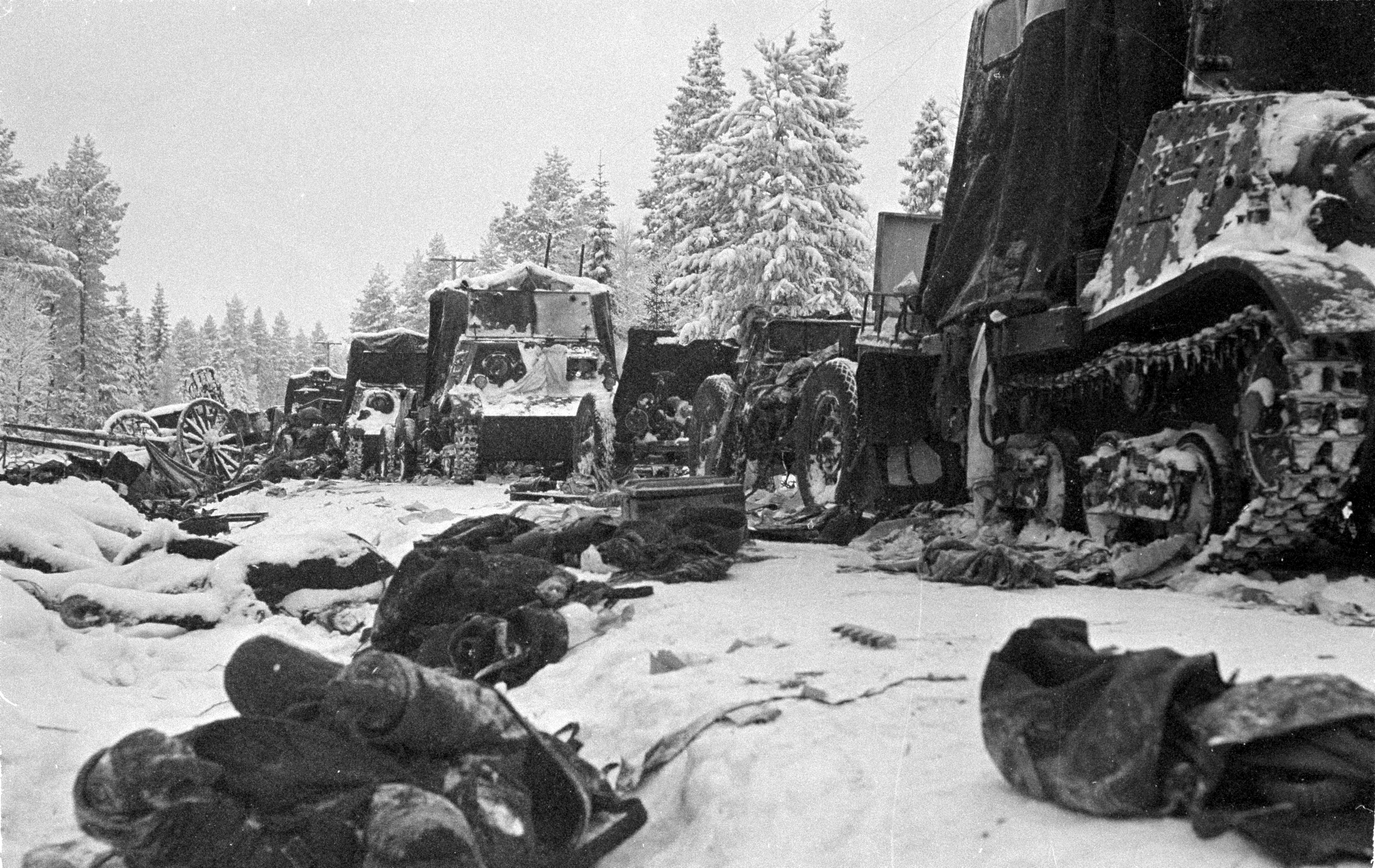
Раатська дорога після розгрому 44-ї стрілецької дивізії

Моті (від назви способу заготівлі дров, фін. motti, за якого ліс укладається невеликими стосами для зручності підрахунку) — тактика фінських військ, яка використовувалася під час Другої світової війни проти радянської Червоної армії. Вона полягала в розчленуванні (розбитті на частини) великих сил противника на менші групи, з подальшим їхнім оточенням і знищенням за допомогою голоду, морозу та снайперського вогню, з використанням швидких маневрів проти спроб допомоги.
Велика кількість фінських солдатів у мирному житті була лісорубами та іншими лісовими робітниками, вони принесли в армію термін «моті», який походить від назви купи деревини: фінським лісорубам платили за кількість «моті», які вони могли створити; зазвичай вони формували один «моті», позначали його та йшли далі. Подібний спосіб боротьби з ворогом можна було спостерігати в тактиці фінських військ, які оточували сильніші війська противника, ізолювали або знищували їх, а потім йшли далі й робили те ж саме з насту́пними підрозділами противника. Нині, зокрема в польській військовій термінології, термін «моті» тотожній терміну «котел».
Тактика «моті» широко використовувалася під час Зимової війни, коли фінські війська — нечисленні, але добре навчені та під умілим командуванням — оточували та розбивали набагато сильніші сили противника. Укомплектована лижами мобільна фінська піхота проникала у фланги і тил радянських моторизованих колон, просуваючись вузькими лісовими стежками. Несподівано атакуючи в кількох місцях одночасно, фіни змушували противника розпорошувати свої сили, які потім розчленовувалися на окремі групи-«моті». Менші «моті» швидко розгромлювалися, більші — піддавалися облогам та переслідуванню.
Найяскравішим прикладом такої тактики стала битва під Суомуссалмі (7 грудня 1939 — 8 січня 1940), коли три фінські піхотні полки оточили та знищили на лісовій Раатській дорозі дві радянські піхотні дивізії та танкову бригаду.